# Прогульский, Станислав
Станислав Михал Прогульский (1874-1941) — польский врач-педиатр, профессор Университета Яна Казимира во Львове.

## Биография
Станислав Михал Прогульский родился 17 сентября 1874 года в городе Новы-Сонч в семье купца. Учился в нескольких гимназиях, затем на медицинском факультете Львовского университета, окончил его в 1902 году. В дальнейшем прошёл специализированное педиатрическое обучение в Берлине, с 1904 года работал в Краковской педиатрической клинике. Переехал во Львов по приглашению видного педиатра Яна Рачиньского. Участвовал в Первой мировой войне в составе австро-венгерских войск, и в польско-украинской войне. Был уволен из вооружённых сил в звании капитана.
В 1922 году Прогульский защитил докторскую диссертацию. Научные стажировки проходил в Берлине и Вене. Преподавал в Университете Яна Казимира, в 1938 году получил звание профессора. Избирался главой Львовских организаций Польского общества врачей и Польского педиатрического общества. В 1931 году был избран секретарём организационного комитета Съезда польских педиатров, проходившего во Львове.
Являлся автором более чем 50 научных работ. Занимался изучением воспаления аппендикса и диагностикой туберкулёза у детей, воспалением мозговых оболочек и возникновением менингита у детей. При его участии создавалась первая клиника для детей с врожденным сифилисом. Кроме того, выступал за массовую вакцинацию против оспы. Среди работ Прогульского важное место занимают труды по гигиене младенцев, предотвращению детской смертности. Кроме того, он являлся автором модели инкубатора для новорожденных детей, преимущественно недоношенных.
Помимо научной деятельности, активно занимался фотографией, снимал детей, памятники и пейзажи Львова. Участвовал в Международной фотографической выставке в Антверпене, был награждён серебряной медалью.
В начале Великой Отечественной войны оказался в оккупации. Был расстрелян в ночь с 3 на 4 июля 1941 года в числе группы представителей львовской интеллигенции польского происхождения. Вместе с ним был расстрелян и его сын Андрей.